# Мерцхаузен
Мерцхаузен (њем. Merzhausen) општина је у њемачкој савезној држави Баден-Виртемберг. Једно је од 50 општинских средишта округа Брајсгау-Хохшварцвалд. Према процјени из 2010. у општини је живјело 4.751 становника. Посједује регионалну шифру (AGS) 8315073.

## Географски и демографски подаци
Мерцхаузен се налази у савезној држави Баден-Виртемберг у округу Брајсгау-Хохшварцвалд. Општина се налази на надморској висини од 481 метра. Површина општине износи 2,8 km². У самом мјесту је, према процјени из 2010. године, живјело 4.751 становника. Просјечна густина становништва износи 1.721 становника/km².

## Међународна сарадња
| Мјесто  | Држава    | Врста сарадње | Од    |
| ------- | --------- | ------------- | ----- |
| Дардији | Француска | партнерство   | 1982. |
| Извор   |           |               |       |